# 국가품질혁신경진대회

## 개요
목적
현장에서 자주적 개선활동으로 문제해결을 통해 품질 향상에 기여한 우수 분임조를 발굴·포상하고 우수사례를 공유하여 품질혁신 기반 확대
참가자격
품질경영추진본부(한국표준협회)에 등록된 품질분임조
수상현황
1975년부터 2023년까지 7,742개 분임조가 수상

## 운영
방식
예선인 시·도별 분임조대회에서 선발된 분임조와 기업군·사업장별 품질분임조경진대회에서 선발된 분임조가 본선인 국가품질혁신경진대회 진출
개최 시기
매년 8월 마지막 주 5일
개최 지역
2000년부터 품질혁신활동 확산 및 지역경제 활성화를 위해 시·도별 순환 개최
참여 부문
18개 부문(현장 개선, ESG, 탄소중립 등)

## 참석인원
약 7,000여명(기업체 품질경영 추진자 및 품질분임조원, 참관자 등)

## 최근 10년 개최 현황
| 구분 | 연도 | 주최 지자체      | 장소                               | 대회주제                                         |
| ---- | ---- | ---------------- | ---------------------------------- | ------------------------------------------------ |
| 39회 | 2013 | 전라북도         | 전라북도청 월드컵컨벤션            | 품질 천년의 비상, 동북아 심장을 뛰게 한다        |
| 40회 | 2014 | 인천광역시       | 라마다송도                         | 품질 대한민국, 인천의 도약                       |
| 41회 | 2015 | 충청남도         | 충남도청문예회관 덕산리솜리조트    | 더 좋은 품질, 더 나은 충남                       |
| 42회 | 2016 | 강원도           | 알펜시아리조트                     | 품질미래와 북방경제의 중심, 강원도의 도약        |
| 43회 | 2017 | 충청북도, 청주시 | 청주예술의전당 그랜드플라자청주    | 생명과 태양의 융합, 변화의 리더 충북             |
| 44회 | 2018 | 광주광역시       | 김대중컨벤션                       | 광주, 대한민국 미래로! 미래성장 품질로!          |
| 45회 | 2019 | 경상남도, 거제시 | 대명리조트거제마리나               | 품질혁신, 제조업 르네상스 실현                   |
| 46회 | 2020 | 대구광역시       | EXCO                               | 품질 혁신, 스마트 신산업 리더 대구               |
| 47회 | 2021 | 울산광역시       | UECO                               | 제조혁신 선도 울산, 품질강국 대한민국            |
| 48회 | 2022 | 경상북도, 경주시 | HICO                               | 4차산업 대전환의 중심 경북, 미래품질 융복합 창조 |
| 49회 | 2023 | 전라남도, 순천시 | 전라남도교육청순천만생태문화교육원 | 품질혁신으로 대한민국 미래 100년 선도            |
| 50회 | 2024 | 경기도, 수원시   | 수원컨벤션센터                     | 50년의 품질혁신, 경기도가 100년의 미래로         |

## 품질분임조 개요
정의
품질·생산성, 원가절감, 고객만족 등 조직에서 발생하는 문제점을 스스로 해결하는 소집단
성과
1만여 사업장에서 5만 4천여 개 품질분임조(분임원 수 54만여 명)가 15만 건의 품질 문제를 해결하여 4조여 원/연의 성과를 창출

## 대한민국 품질분임조 유래
유래
품질분임조 도입은 명확하지는 않으나 아래 두 가지가 유력한 것으로 추측하고 있음.
첫째, 1955년 ICA(International Cooperation Administration; 국제협력기구)원조자금에 의한 충주 비료공장 건설에 참여한 한국 기술자들이 미국인 기술자들로부터 처음으로 품질 관리가 도입, 1961년 공업표준화법이 제정되고 상공부에 공업표준심의회가 발족되면서 품질관리 활동이 시작되었다는 것.
둘째, 미국 국방성에서 ZD(Zero Defect) Program이 실시되는 것을 보고 1965년 한국 공군에서 이를 도입한 것이 최초라고 하는 것.
시작
본격적으로 1970년대 초 수출업체를 위주로 시작되었으며, 정부에서 진흥, 확대하기 위해 1975년 10월 29일 제1회 전국 품질관리 서어클 경진대회가 무역회관에서 개최된 것이 출발점이라고 보는 견해가 지배적임.
시작 당시 법령
- 상공부고시 제10561호(1974.10.16.) 품질관리 지정업체에 대한 실시의무사항 中(QC 운동)
- 제9차 경제장관회의 中(QC활동 강력 추천)
- 공업진흥청 품질관리 범국민운동 전개를 위한 6대 사업 中(품질관리서클전국경진대회)